# طاق گاورین
طاق گاورین، روستایی از توابع بخش مرکزی شهرستان چرداول در استان ایلام ایران است.

## جمعیت
این روستا در دهستان بیجنوند قرار دارد و براساس سرشماری مرکز آمار ایران در سال ۱۳۸۵، جمعیت آن ۵۳۳ نفر (۱۲۸خانوار) بوده‌است، مردم اين روستا بسيار متمدن و بااصالت هستند و تركيب قوميتي اين روستا از ايل خزل ميباشد.